# Budîșce, Kozeleț
Budîșce (în ucraineană Будище) este un sat în comuna Patiutî din raionul Kozeleț, regiunea Cernihiv, Ucraina.

## Demografie
Componența lingvistică a localității Budîșce
     Ucraineană (98,73%)
     Rusă (1,27%)
Conform recensământului din 2001, majoritatea populației localității Budîșce era vorbitoare de ucraineană (98,73%), existând în minoritate și vorbitori de rusă (1,27%).